# Victor Feddersen
Victor Alexander Feddersen (Gentofte, 31 de enero de 1968) es un deportista danés que compitió en remo.
Participó en dos Juegos Olímpicos de Verano, obteniendo dos medallas, oro en Atlanta 1996 y bronce en Sídney 2000, en la prueba de cuatro sin timonel ligero.
Ganó cinco medallas en el Campeonato Mundial de Remo entre los años 1994 y 1999.

## Palmarés internacional
| Juegos Olímpicos   | Juegos Olímpicos              | Juegos Olímpicos  | Juegos Olímpicos          |
| Año                | Lugar                         | Medalla           | Prueba                    |
| ------------------ | ----------------------------- | ----------------- | ------------------------- |
| 1996               | Atlanta (Estados Unidos)      | Medalla de oro    | Cuatro sin timonel ligero |
| 2000               | Sídney (Australia)            | Medalla de bronce | Cuatro sin timonel ligero |
| Campeonato Mundial |                               |                   |                           |
| Año                | Lugar                         | Medalla           | Prueba                    |
| 1994               | Indianápolis (Estados Unidos) | Medalla de oro    | Cuatro sin timonel ligero |
| 1995               | Tampere (Finlandia)           | Medalla de plata  | Cuatro sin timonel ligero |
| 1997               | Aiguebelette (Francia)        | Medalla de oro    | Cuatro sin timonel ligero |
| 1998               | Colonia (Alemania)            | Medalla de oro    | Cuatro sin timonel ligero |
| 1999               | St. Catharines (Canadá)       | Medalla de oro    | Cuatro sin timonel ligero |